# Biroella moszkowskii
Biroella moszkowskii är en insektsart som beskrevs av Bolívar, C. 1914. Biroella moszkowskii ingår i släktet Biroella och familjen Morabidae. Inga underarter finns listade i Catalogue of Life.